# Rika Ishikawa
Rika Ishikawa (石川梨華, Isikawa Rika, Yokosuka, 19 de janeiro de 1985) é uma ídolo, atriz e modelo japonesa associada à Hello! Project e mais conhecida como ex-membro do girl group Morning Musume. Ela foi a líder do trio de ídolos pop japonês V-u-den até junho de 2008. Ela atuou como cantora solo, como membro do grupo de ídolos pop japonês Ongaku Gatas, na dupla pop Hangry & Angry como Angry e como membro atual do Dream Morning Musume.

## Biografia
Ishikawa Rika juntou - se  ao Morning Musume em abril de 2000 como um membro da 4ª geração, juntamente com Yoshizawa Hitomi, Tsuji Nozomi e Kago Ai . Quase imediatamente, ela e Kago foram colocadas no subgrupo Tanpopo para substituir Aya Ishiguro, que havia deixado o grupo no ano anterior.
De 2001 a 2003, Ishikawa foi emprestada ao Country Musume para formar Country Musume ni Ishikawa Rika. Quando Morning Musume foi dividido em dois grupos, em 2003, Ishikawa foi uma parte do Otome Gumi, e em 2004, ela formou metade do EcoMoni com Michishige Sayumi para promover causas ecológicas.
Em agosto de 2004, Ishikawa, juntamente com Erika Miyoshi e Okada Yui, formaram o trio den-vu, com Ishikawa como líder. Ela se graduou do Morning Musume em 7 de maio de 2005 para trabalhar com den-vu em tempo integral.
Ishikawa foi apresentado em oito photobooks solo, e ela também teve seu próprio programa de rádio, Ishikawa Rika no Chanchaka Charmy.
Em 2007, Ishikawa foi adicionada ao Ongaku Gatas, uma unidade composta por membros do Gatas Brilhantes HP e Hello! Pro Egg Eles já lançaram três singles e seu primeiro álbum em Fevereiro de 2008. Após den-vu se desfazer em junho de 2008, Ishikawa continuou seu foco com Ongaku Gatas.
Em outubro de 2008, Ishikawa e Yoshizawa Hitomi formaram uma unidade especial, chamada Hangry & Angry para promover a loja de roupas Harajuku de mesmo nome.

## Photobooks
- [2001.08.02] Rika Ishikawa amazon.co.jp
- [2002.06.22] 石川梨華 (Ishikawa Rika) amazon.co.jp
- [2003.09] ポケットモーニング娘。〈Vol.1〉 (Pocket Morning Musume. (Volume. 1)) (With Yoshizawa Hitomi, Tsuji Nozomi, Kago Ai) amazon.co.jp
- [2003.12.24] I amazon.co.jp
- [2004.12.10] 華美 (hana-bi) amazon.co.jp
- [2005.07.01] 石川梨華 幸せのあしあと ハッピー！ (Ishikawa Rika Shiawase no Ashiato Happy!) amazon.co.jp
- [2005.11.16] エンジェルズ (Angels) (With Michishige Sayumi) amazon.co.jp
- [2006.12.16] Oui, mon amour amazon.co.jp
- [2007.01.28] Rika Ishikawa Hello! Project 2007 Winter Concert
- [2007.08.22] アビュー (Abyuu) amazon.co.jp
- [2008.02.20] 風(かざ)華(はな) (Kazahana) amazon.co.jp
- [2009.01.19] 華恋 (KAREN)  amazon.co.jp

## DVD
- [2007.03.07] Alo-Hello! Ishikawa Rika amazon.co.jp
- [2009.02.11] Rika Ishikawa MOST CRISIS! in Hawaii amazon.co.jp
- [2010.01.06] RIKA amazon.co.jp

## Trabalhos

### Filmes
- [2000] ピンチランナー (Pinch Runner)
- [2002] とっかえっ娘。 (Tokkaekko)
- [2003] 子犬ダンの物語 (Koinu Dan no Monogatari)
- [2003] 17才 旅立ちのふたり (17sai ~Tabidachi no Futari~)
- [2006] スケバン刑事 コードネーム=麻宮サキ (Sukeban Deka Codename Asamiya Saki)

### Tv
- [2002-01-02] はいからさんが通る (Haikara-san ga Tooru)
- [2002-08-17] 父さんの夏まつり (Tou-san no Natsu Matsuri)
- [2002-12-28] おれがあいつであいつがおれで (Ore ga Aitsu de Aitsu ga Ore de)
- [2003-12-21] ラストプレセント (LAST PRESENT)
- [2004-02-23] 乱歩Ｒ (Ranpo R)
- [2005-01-02] 新春ワイド時代劇『国盗り物語』 (Shinshun Wide Jidaigeki "Kunitori Monogatari")

### Rádio
- [2004-2006] CBC: Ishikawa Rika no Chanchaka Charmy
- [2005-2006] v-u-den B.B.L.

### Teatro
- [2010.05.07-11] タイガーブリージング (Tiger Breathing)